# Drautran
Drautran ist eine deutsche Pagan-Metal-Band aus Kiel (Schleswig-Holstein).

## Geschichte
Vier Jahre nach ihrer Gründung im Jahre 1996 veröffentlichten sie 2000 ihre erste Demo Unter dem Banner der Nordwinde, welches sie in Eigenregie aufgenommen und vertrieben hatten. Das Demo war zuerst auf 1000 Stück limitiert, wurde jedoch 2009 über Lupus Lounge als Digipak mit neuer Gestaltung wiederveröffentlicht. 2007 erschien über Lupus Lounge auch ihr erstes Album Throne of the Depths.
Seither gab es keine weitere Veröffentlichung und auch keine konkrete Ankündigungen für ein geplantes neues Album seitens der Band. Jedoch kündigte die Band am 16. April 2009 um 07:57 über Facebook an: „We are working on some new merchandise as well.“
Sänger Blutaar (alias Jorge Scholz) war von 2008 bis 2013 bei Árstíðir Lífsins aktiv.

## Stil
Drautrans Lieder sind sowohl von der norwegischen Spielart des Black Metal als auch von traditioneller Folklore beeinflusst, recht melodiös gehalten und gestalten sich insgesamt äußerst abwechslungsreich. Es finden häufige Wechsel zwischen schnellen aggressiven, mittelschnellen und sehr ruhigen melancholisch wirkenden Parts innerhalb eines Stückes statt. Das meist dezent eingesetzte Keyboard trägt maßgeblich in nahezu allen Stücken zur dramatisch und melancholisch wirkenden Atmosphäre bei. Ebenso werden für die entsprechende Atmosphäre häufiger unverzerrte Gitarrenparts mit starkem Echo eingesetzt.
Der im Wechsel oder in Kombination mit klarem und emotionalem Gesang gegrowlte Gesang führt u. a. dazu, dass Drautran häufig mit der Band Nagelfar verglichen wird. Doch anders als bei Nagelfar finden sich auch akustische beziehungsweise Folk-Passagen und -Lieder (z. B. Framentanz auf dem Album Unter dem Banner der Nordwinde) auf den zwei Veröffentlichungen.
Immer wieder werden auch Geräuschkulissen aus der Natur eingebaut, so z. B. im Lied Prolog: Die Seidr-Kunst als Einführung des Albums Unter dem Banner der Nordwinde, wie auch zu Beginn des Liedes Gen Niflheim... vom Album Throne of the Depths.
Die Themen umfassen im Allgemeinen die nordische Mythologie, den Tod und das Dasein.
Auf der offiziellen MySpace-Seite beschreibt die Band ihren Stil selbst folgendermaßen:

„Its quintessence originates from the perfect blend of tempestuous and chaotic brutality, mid-paced, sombre melodies and occasional touches of acoustic/folk, soaring with majestic and harmonious serenity – music, akin to the many aspects of the forces of Nature.
Many a listener attests DRAUTRAN complexity and innovation on a high technical-level, an uttermost intensive dramaturgy, yet conveying an epic nature supported by a progressive and hymnic keyboard play and emotional variations in the otherwise rather raging vocal approach.“

„Der Kern [Drautrans] geht aus der perfekten Verschmelzung von stürmischer und chaotischer Brutalität, mittelschnellen, tristen Melodien und gelegentlich verwendeten akustischen/folkischen Elementen hervor, welche sich mit majestätischer und harmonischer Klarheit erheben – Musik, die vielen Aspekten der Naturgewalten gleicht.
Viele Zuhörer bescheinigen DRAUTRAN eine Vielfältigkeit und Neuheit auf einem hohen technischen Niveau, eine äußerst intensive Dramaturgie, sogar einen gewaltigen Charakter vermittelnd, welcher durch ein fortlaufendes und hymnisches Keyboard-Spiel und durch emotionale Varibilität auf der anderen Seite mit eher tobenden Gesang unterstützt wird.“

## Diskografie
- 2000: Unter dem Banner der Nordwinde (CD; Eigenvertrieb) Wiederveröffentlichung 2009 über Lupus Lounge.
- 2007: Throne of the Depths (CD; Lupus Lounge / Prophecy Productions)